# Cámara de Empresarios Madereros y Afines
La Cámara de Empresarios Madereros y Afines (CEMA) se fundó en 1903 en la República Argentina. Busca junto a la Federación Argentina de la Industria Maderera y Afines, brindar asesoramiento continuo a todos sus socios con el objetivo de resolver sus conflictos gremiales, laborales, contables, entre otros. Para este propósito cuenta con la participación de profesionales especializados en cada uno de estos temas. 
Busca consolidarse como un organismo de apoyo, representación y asistencia a las empresas de la cadena de valor de la industria.

## Historia
En el año 1903 se creó CEMA denominada en esa época Sociedad de Fabricantes de Muebles.
En el año 1954 se llevaron a cabo sucesivas fusiones con otras ramas de la industria maderera creándose la Cámara de la Industria Maderera, Derivados y Afines (CIMDA).
Así, con el transcurso del tiempo, se fueron realizando diversas uniones con otras ramas llevando a que se modifique el nombre hasta llegar en el año 1968 al nombre actual: CEMA, Cámara de Empresarios Madereros y Afines.
Sumándose año a año fabricantes de muebles, aberturas, pisos, tornerías, tapicerías, cortinas de enrollar y accesorios, instrumentos musicales, aserraderos, ataúdes, cabos, mangos y varillas.
El crecimiento acelerado de socios llevó a la construcción de una nueva sede social en el año 1980.

## Servicios
Brinda asesoramiento, en temas vinculados con: Relaciones laborales, Normativa contable, Impositiva, Provisional, De contrataciones, De Higiene y Seguridad, Seguros, Acciones económicas, Problemáticas nacionales actuales, Novedades en producción y en la industria. 
En cuanto a las consultas laborales y contables, CEMA cuenta con un equipo para determinados temas que requieren un seguimiento profundo y profesional. 
Del mismo modo, trabaja con profesionales especializados para la representación institucional a nivel nacional e internacional, con el objetivo de lograr un desarrollo de mercado más profundo. 
Cuenta con una asociación con la empresa aseguradora American Broker, que gestiona cotizaciones especiales para el sector maderero. Acuerdos con entidades bancarias.
Posee distintos servicios orientados a la difusión de las novedades del sector, en todos los temas que hacen al desenvolvimiento de las unidades productivas: Circulares informativas periódicas, novedades de último momento, Cema Café y Negocios, Revista Cema, gacetillas etc. Constantemente se envía información escrita a los asociados para que estén al tanto de las últimas novedades y cambios del sector.

### Café y negocios
Es un espacio destinado a los socios de la Cámara para que puedan entre sí hacer buenos negocios, tanto en el mercado interno como en el externo. Todo aquello que cualquier socio busca sin necesidad de intermediarios, ni gastos, simplemente un espacio virtual para relacionarse comercialmente con otros asociados y colegas del sector. 

## Autoridades
INTEGRANTES DE COMISIÓN DIRECTIVA 2024-2025:
| Presidente            | Hugo Vicente Ricciuti         | Indelama S.R.L                         |
| Vicepresidente 1.º    | Roberto M. Fontenla           | Mobiliarios Fontenla S.A.              |
| Vicepresidente 2.º    | Juan Martín Cholakian         | Cholakian S.A.                         |
| Secretario General    | Vicente Mazzitelli            | Arquitecto Mazzitelli y Asoc.          |
| Prosecretario General | Eric Dispenza                 | Mucho Más que Madera                   |
| Secretario Gremial    | María Fernanda Pérez Escudero | Madersic S.R.L.                        |
| Prosecretario Gremial | Valentino Romano              | Romano Madera SACIFEI                  |
| Tesorero              | Emiliano Gasparet             | Gasparet Hnos S.A.                     |
| Protesorero           | Martin Kriz                   | Bajda S.R.L.                           |
| Vocal titular         | Jorge Zegen                   | Gudapa S.A.                            |
| Vocal titular         | Alan Herman Civic             | Compañía Argentina de Embalajes S.R.L. |
| Vocal titular         | Hugo Leonardo Martellotta     | Tevelam S.A.                           |
| Vocal titular         | Raúl Sombielle                | Triken S.R.L.                          |
| Vocal titular         | Fernando Italo Ilariucci      | Pallets Jauregui S.A.                  |
| Vocal suplente        | Sofía Ivana Salazni           | Amube S.A.                             |
| Vocal suplente        | Franco Granzotto              | Granzotto Gabriel S.R.L.               |
| Vocal suplente        | Joaquín Da Costa              | Estilo Artesanal S.A.                  |
| Rev. Ctas. Titular    | Alejandro Nicolás Arboyan     | Distribuidora THONET S.R.L.            |
| Rev. Ctas. Suplente   | Gabriel Campins               |                                        |

## Autoridades CEMA JOVEN
INTEGRANTES DE COMISIÓN CEMA JOVEN 2023-2024:
| Presidente            | Valentino Romano              | Romano Madera SACIFEI       |
| Vicepresidente 1.º    | María Fernanda Pérez Escudero | Madersic S.R.L.             |
| Vicepresidente 2.º    | Alejandro Nicolás Arboyan     | Distribuidora THONET S.R.L. |
| Secretario General    | Exequiel Escobar Hack         | Escobar y Asoc              |
| Prosecretario General | Julieta Castagno              | JuliCam                     |
| Tesorero              | Emiliano Gasparet             | Gasparet Hnos S.A.          |
| Protesorero           | Pedro Martellotta             | TEVELAM S.A.                |
| Vocales Titulares     | Nicolás Ciarfaglia            | Eco Gaia                    |
| Vocales Titulares     | Federico Mazzitelli           | Grupo DYE S.R.L.            |

## Revista CEMA
Revista CEMA es uno de los beneficios con los que cuenta la Cámara, a través de la cual brinda información relacionada con el sector a todos sus suscriptores desde hace 20 años. Tiene una versión impresa, con distribución gratuita y nacional a más de 3.000 suscriptores; y una digital a través de un portal llamado ISSUU donde se pueden visualizar todos ejemplares.
Algunas de las secciones de Revista CEMA son: 
- Institucional: Donde se relatan los beneficios que tienen los socios.
- Laboral: Aquí se trabajan temáticas de interés para las empresas del sector, como “despidos sin causa”
- Gestión: A través de distintos asesores de CEMA se gestionan negociaciones colectivas.
- Info CEMA: Donde se visualizan las novedades de la Cámara, como jornadas y oportunidades de negocio.
- Notas empresariales: Se realizan notas a las empresas asociadas.
- F.A.I.M.A.: Se conocen las novedades de la Federación a la cual está asociada la Cámara.
- Ferias y exposiciones: Se dan a conocer todas las ferias nacionales e internacionales del sector.
- Fichas técnicas: Cada edición cuenta con una sección coleccionable de los distintos tipos de madera.